# Kranwaage

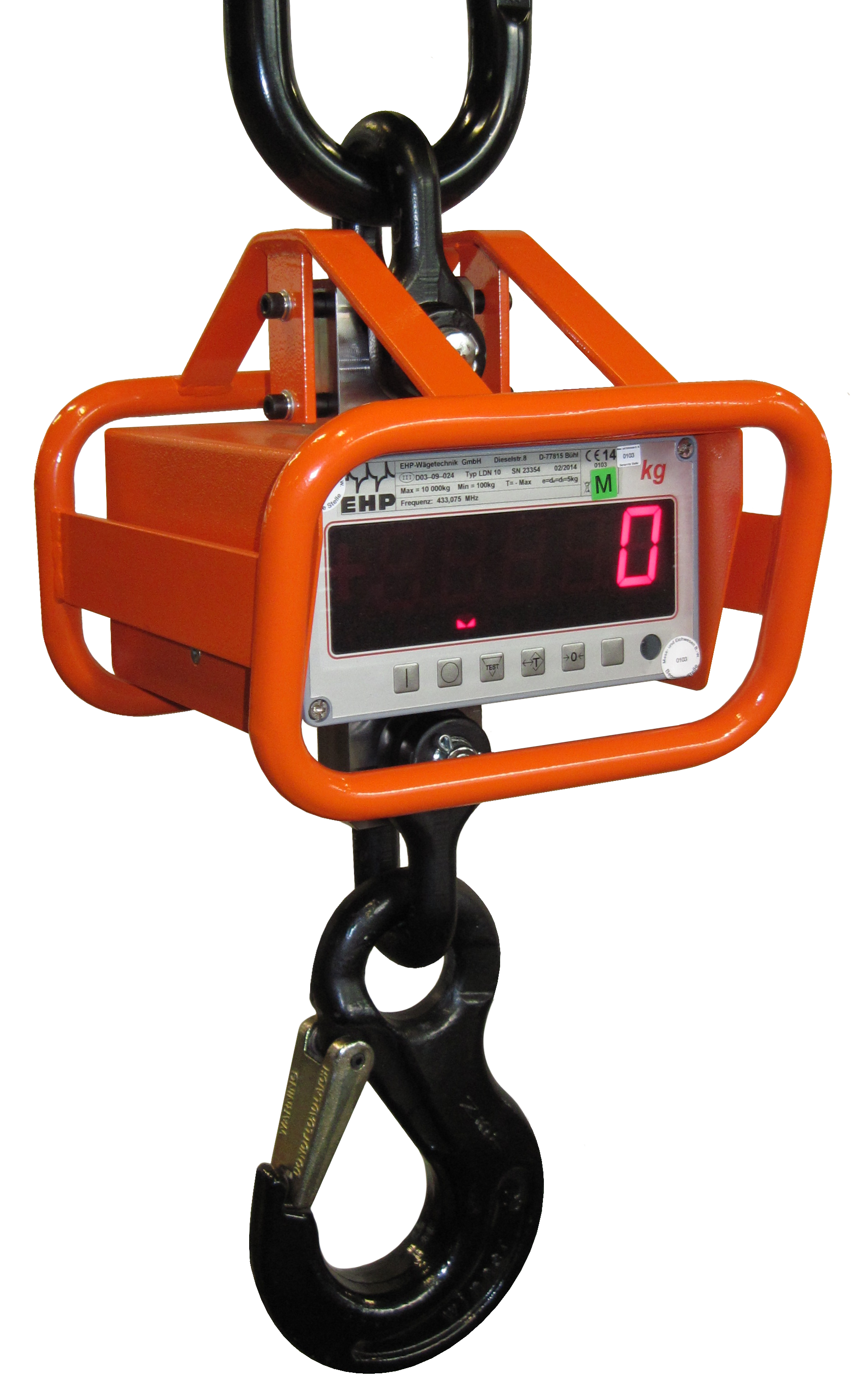
Digitale Kranwaage mit Rammschutz (bis 10 t)

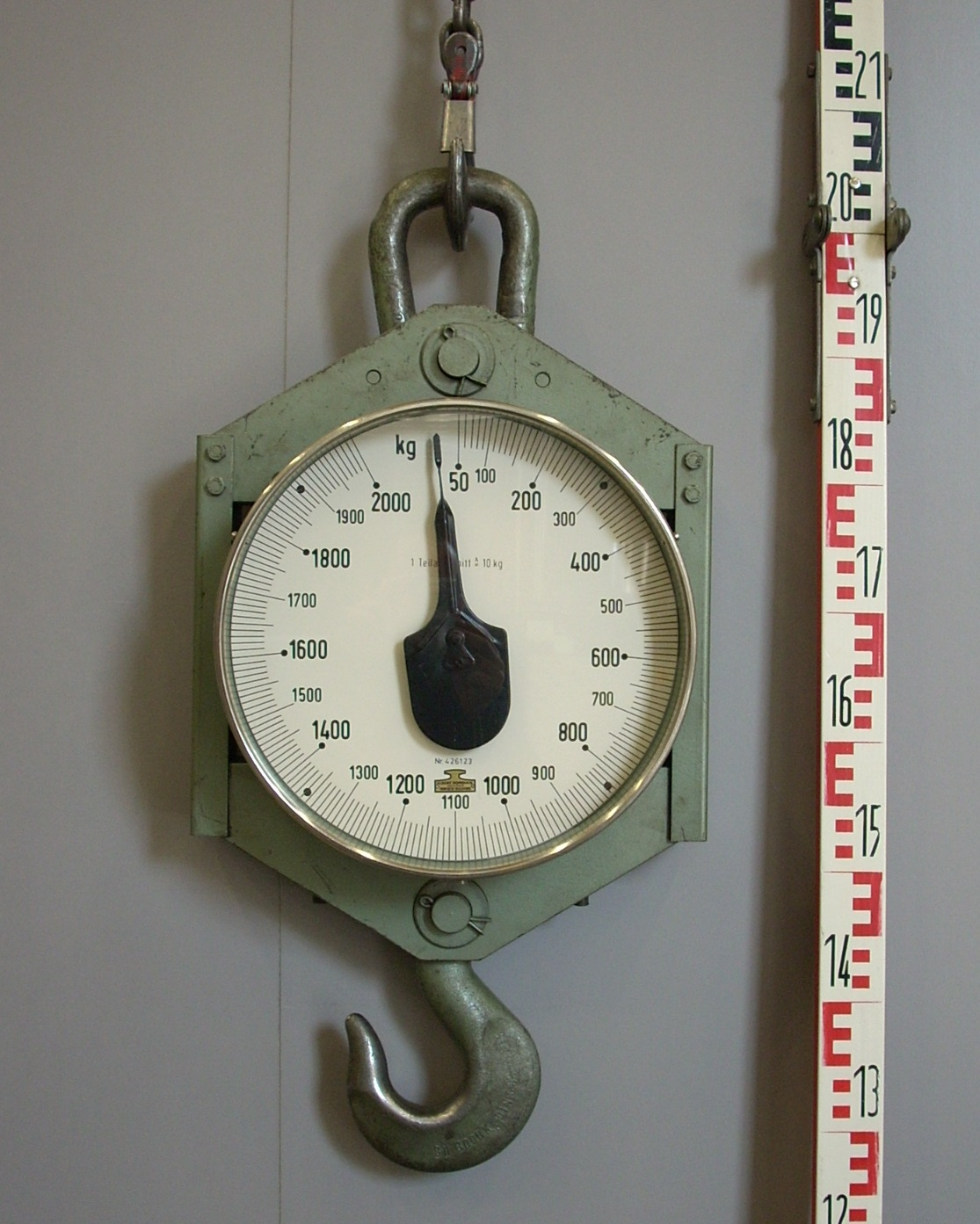
Mechanische Kranwaage (bis 2 t)

Eine Kranwaage oder Kranhakenwaage wird in der Regel zur Erfassung großer Massen in der Industrie eingesetzt. Der Name stammt vom Einsatzzweck ab. So wird die Waage klassisch an einem Haken eines Lastkranes angehängt. An dem unteren Haken der Waage wird dann das zu wiegende Gut angehängt. So kann zum Beispiel beim Löschen eines Schiffes direkt die Masse der Güter bestimmt werden.
Moderne Kranwaagen verfügen über eine Fernbedienung (Infrarot oder Funk) und eine Funkfernübertragung der Wägedaten zu einem PC oder Drucker. Eine integrierte Summierfunktion erlaubt es, die Teilmassen zu addieren, sodass man nach Beendigung der Entladung die Gesamtmasse erhält. Die mit diesen Geräten erfassbaren Wägebereiche beginnen bei wenigen hundert Kilogramm und gehen bis zu 200 Tonnen. Darüber hinaus werden eher Zugmesslaschen eingesetzt.
Für Schiffe ist die Trimmung des Schiffskörpers und somit die Verteilung des Transportgutes sehr wichtig für die Manövrierfähigkeit und Sicherheit. Daher wird heute bei der Beladung von Containerschiffen jeder Container nochmals mit der Kranwaage verwogen und so platziert, dass das Frachtgut seinem Gewicht entsprechend im Schiff verteilt wird.
Kranwaagen sind auch in geeichter Ausführung erhältlich. Die Eichung ist eine gesetzlich geregelte Qualitätsprüfung. Eine geeichte Kranwaage wird vom Gesetzgeber vorgeschrieben, wenn diese zur Preisfindung eingesetzt wird. Beispielsweise ist eine geeichte Kranwaage Pflicht, wenn mit ihr Stahlcoils verwogen werden, deren Verkaufspreis vom Gewicht abhängig sind. Die Eichung von Kranwaagen umfasst zudem gesonderte Kennzeichnungsvorschriften. So wird eine Kranwaage, nachdem die Prüfung erfolgreich vom Eichamt abgenommen wurde, versiegelt, damit keine nachträglichen Manipulationen am Messgerät möglich sind. Sämtliche Kranwaagen mit einer Traglast von bis zu drei Tonnen müssen alle zwei Jahre nachgeeicht werden, Kranwaagen mit einer Traglast größer als drei Tonnen alle drei Jahre.